# Torneo de Estrasburgo 2017
El Internationaux de Strasbourg 2017 fue un torneo profesional de tenis en canchas de arcilla. Fue la 31.ª edición del torneo que forma parte de la WTA Tour 2017. Se llevó a cabo en Estrasburgo Francia, entre el 21 y el 27 de mayo de 2017.

## Cabezas de serie

### Individuales femenino
| Tenista              | Ranking | Preclasificada |
| Caroline Wozniacki   | 10      | 1              |
| Yelena Vesnina       | 15      | 2              |
| Mirjana Lučić-Baroni | 22      | 3              |
| Carla Suárez         | 23      | 4              |
| Caroline Garcia      | 24      | 5              |
| Samantha Stosur      | 25      | 6              |
| Daria Gavrilova      | 33      | 7              |
| Peng Shuai           | 39      | 8              |
| Mónica Puig          | 40      | 9              |

- Ranking del 15 de mayo de 2017

### Dobles femenino
| Tenista                          | Ranking | Preclasificada |
| Gabriela Dabrowski Xu Yifan      | 42      | 1              |
| Darija Jurak Anastasia Rodionova | 70      | 2              |
| Shuko Aoyama Yang Zhaoxuan       | 91      | 3              |
| Raluca Olaru Olga Savchuk        | 101     | 4              |

## Campeonas

### Individual femenino
Samantha Stosur venció a  Daria Gavrilova por 5-7, 6-4, 6-3

### Dobles femenino
Ashleigh Barty /  Casey Dellacqua vencieron a  Hao-Ching Chan /  Yung-Jan Chan por 6-4, 6-2